# Caesalpinia
Caesalpinia es el nombre de un género perteneciente a la familia de las leguminosas (Fabaceae). Consisten en plantas tropicales y subtropicales. Existe cierta controversia en cuanto a la circunscripción del género, cuyo número de especies oscila entre 70 a 165 de acuerdo al autor considerado, según PlantList, han sido descritas 381 especies y de estas, solo 163 han sido aceptadas.

## Descripción
Son árboles, arbustos, o trepadoras altas, inermes o aculeados, frecuentemente setosos. Hojas 2-pinnadas; folíolos pequeños y numerosos o grandes y pocos, herbáceos o coriáceos. Inflorescencias racimos laxos y axilares o panículas terminales; cáliz cortamente campanulado, lobos 5, los inferiores externos cuando en yema y frecuentemente más grandes, cóncavos o cimbiformes; pétalos 5, orbicular-oblongos, generalmente con la uña larga, subiguales o el superior más pequeño, amarillos, rojos o variegados; estambres 10, libres, declinados, los filamentos generalmente vellosos o glandulares en la base; ovario libre del cáliz. Fruto una legumbre variable, 2-valvada o indehiscente, ovada, lanceolada, linear o falcada, comprimida o hinchada, aculeada, pubescente o glandulosa, o plana y glabra, rostrada, frecuentemente rellena entre las semillas, las suturas engrosadas; semillas 1–8, transversales, ovadas, orbiculares o globosas, la testa coriácea.

## Usos
Algunas especies se cultivan como planta ornamentales o para la utilización de su madera para la fabricación de cajas de violín.

## Taxonomía
El género fue descrito por Carlos Linneo y publicado en Species Plantarum 1: 380–381. 1753.
Etimología
Caesalpinia: nombre genérico que fue otorgado en honor del botánico italiano Andrea Cesalpino (1519-1603).

## Especies seleccionadas
| - Caesalpinia angolensis (Oliv.) Herend. & Zarucchi - Caesalpinia aphylla - Caesalpinia benthamiana (Baill.) Herend. & Zarucchi - Caesalpinia bonduc (L.) Roxb. - Caesalpinia brasiliensis L. - Brasil de la Jamaica, brasilete de las Antillas, brasilete de Jamaica, palo Brasil - Caesalpinia cacalaco Bonpl. - cacalaco de México - Caesalpinia cassioides Willd. - Brasil de Nueva Granada, palo Brasil de Nueva Granada - Caesalpinia ciliata (Wikstr.) Urb. - Caesalpinia coriaria (Jacq.) Willd. - Caesalpinia corymbosa Benth. - Caesalpinia crista L. - Caesalpinia cucullata Roxb. - Caesalpinia decapetala (Roth) Alston - Caesalpinia delphinensis Du Puy & R.Rabev. - Caesalpinia digyna Rottler - Caesalpinia ebano - Caesalpinia eriostachys Benth. - Caesalpinia exostemma DC. - Caesalpinia ferrea Mart. ex Tul. - Caesalpinia gardneriana Benth. - Caesalpinia gilliesii (Hook.) D.Dietr.) - Caesalpinia granadillo Pittier - Caesalpinia hildebrandtii (Vatke) Baill. - Caesalpinia jamesii (Torr. & A.Gray) Fisher - Caesalpinia kavaiensis H.Mann - Caesalpinia latisiliqua (Cav.) Hattink - Caesalpinia madagascariensis (R.Vig.) Senesse | - Caesalpinia major (Medik.) Dandy & Exell - Caesalpinia mexicana A.Gray - Caesalpinia microphylla Mart. ex G.Don - Caesalpinia minax Hance - Caesalpinia myabensis Britton - Caesalpinia nipensis Urb. - Caesalpinia paipai - Caesalpinia palmeri S.Watson - Caesalpinia paraguariensis (D.Parodi) Burkart - Caesalpinia pauciflora (Griseb.) C.Wright - Caesalpinia pinnata (Griseb.) C.Wright - Cacalote de Cuba - Caesalpinia platyloba S.Watson - Caesalpinia pluviosa DC. - Caesalpinia pubescens (Desf.) Hattink - Caesalpinia pulcherrima (L.) Sw., Syn.: Poinciana pulcherrima L.) - Caesalpinia pumila (Britton & Rose) F.J.Herm. - Caesalpinia punctata Willd. - Caesalpinia pyramidalis Tul. - Caesalpinia sappan L. - Caesalpinia scortechinii (F.Muell.) Hattink - Caesalpinia sessilifolia S.Watson - Caesalpinia spinosa (Molina) Kuntze ("Tara", "Guarango") - Caesalpinia velutina (Britton & Rose) Standl. - Caesalpinia vernalis Champ. ex Benth. - Caesalpinia vesicaria L. - Brasil de las Antillas, brasilete de las Antillas, brasilete de Jamaica, guacamaya de costa (Cuba), palo Brasil, palo Campeche de Cuba - Caesalpinia violacea Standl. - Caesalpinia yucatanensis Greenm. |